# Sympistis confusa
Sympistis confusa là một loài bướm đêm thuộc họ Noctuidae. Nó được tìm thấy ở Iran, Iraq, Tiểu Á, về phía bắc tới Turkmenistan, the European part of southĐông Nga và the black Sea shores của Bulgaria.
Con trưởng thành bay từ tháng 6 đến tháng 8. Có một lứa một năm.

## Phụ loài
- Sympistis confusa confusa
- Sympistis confusa persica
- Sympistis confusa michaelorum (Bulgaria)